# Klaus Hubert Auer
Klaus Hubert Auer (* 8. Oktober 1962 in Friesach, Kärnten) ist ein österreichischer Politiker (ÖVP) sowie Förster. Auer war von 2002 bis 2008 Abgeordneter zum Nationalrat.

## Biografie
Aufgewachsen in Metnitz, besuchte er von 1976 bis 1981 die Höhere Bundeslehranstalt für Forstwirtschaft Bruck an der Mur und studierte anschließend an der Universität für Bodenkultur Wien Forstwirtschaft. 1988 schloss er mit dem akademischen Grad eines Diplom-Ingenieurs ab. Auer arbeitete als Forsttechniker bei den Österreichischen Bundesforsten im Salzkammergut. Dann war er Amtssachverständiger bei der Landesforstdirektion Kärnten.
Auer war ab 1997 Mitglied des Gemeinderates von Metnitz und übernahm 1998 das Amt des dortigen Gemeindeparteiobmann der ÖVP. Von 1999 bis 2001 war er Vizebürgermeister der Gemeinde, zwischen dem 20. Dezember 2002 und dem 27. Oktober 2008 vertrat er die ÖVP im Nationalrat.